# غريغ شوماخر
غريغ شوماخر (بالإنجليزية: Gregg Schumacher) هو لاعب كرة قدم أمريكية أمريكي، ولد في 30 يونيو 1942 في شيكاغو في الولايات المتحدة.

## وصلات خارجية
- غريغ شوماخر على موقع مرجع كرة القدم المحترفة.كوم (الإنجليزية)